# Zajid ibn Sultan Al Nahajjan
Zajid ibn Sultan Al Nahajjan (ur. 6 maja 1918 w Al-Ajn, zm. 2 listopada 2004 tamże) – władca emiratu Abu Zabi, pierwszy w historii prezydent Zjednoczonych Emiratów Arabskich.

## Zarys biografii
Był synem Sultana ibn Zajida Al Nahajjan, władcy emiratu Abu Zabi w latach 1922–1926; otrzymał imię po dziadku, również emirze Abu Zabi (1855–1909) Zajidzie. Panował w Abu Zabi od 6 sierpnia 1966, kiedy jego starszy brat Szachbut III został obalony w przewrocie pałacowym.
W 1971 został wybrany pierwszym prezydentem Zjednoczonych Emiratów Arabskich; zachował to stanowisko do końca życia, będąc ponownie wybieranym w 1976, 1981, 1986 i 1991. Miał opinię władcy liberalnego, który rozwinął współpracę ze światem zachodnim, dopuścił niezależne media i wprowadził tolerancję chrześcijan. Niezależnie od tego prowadził tradycyjne, pobożne życie muzułmańskie. Uchodził za jednego z najbogatszych ludzi na świecie.
Po jego śmierci władcą emiratu Abu Zabi i prezydentem Zjednoczonych Emiratów Arabskich został syn, szejk Chalifa ibn Zajid Al Nahajjan (1948–2022). Po śmierci syna 14 maja 2022 roku władcą Zjednoczonych Emiratów Arabskich został jego drugi syn, Muhammad ibn Zajid Al Nahajjan (1961-). 